# Buffalo Grill
Pour les articles homonymes, voir Buffalo.
Cet article possède un paronyme, voir Buffalo Bill.
Buffalo Grill est une chaîne de restauration française spécialisée dans les grillades de viande et ayant pour thème les États-Unis. 
L'enseigne compte, en août 2018, 360 restaurants, dont 94 en franchise, avec plus de 7 500 collaborateurs dans trois pays : la France, l'Espagne et la Suisse.

## Historique
L'histoire Buffalo Grill débute après un voyage de Christian Picart aux États-Unis. En 1980, il ouvre le premier restaurant sur la route nationale 20, à Avrainville (Essonne). 
En 1984, un second restaurant et un premier franchisé ouvrent, respectivement à La Ville-du-Bois et à Annecy.
En 1990, le réseau se développe et compte une quarantaine de restaurants, dont 11 en franchise.
La décennie suivante, le réseau s'implante à l’échelle nationale et en 1994, alors que le centième restaurant ouvre près de Mulhouse, Buffalo Grill se dote de sa propre centrale d’achats et de découpe de viande, par l’acquisition de Districoupe (aujourd’hui BG Appro).
En 1995, la chaîne totalise 130 restaurants dont 38 en franchise. Elle étend ses activités à l’étranger avec l’ouverture en 1997 de trois restaurants en Belgique et du premier restaurant espagnol à Madrid. Deux ans plus tard, elle poursuit son développement et ouvre son unique restaurant en Suisse à Crissier près de Lausanne et en 2002 son premier restaurant au Luxembourg.
En 1998, l’enseigne acquiert les 10 restaurants parisiens de la chaîne de brasseries Batifol. En juillet 1999, elle réussit son introduction au second marché de la Bourse de Paris. 
En 2002, la marque est au cœur d'un scandale sur « l'origine et la qualité » de ses marchandises qui entrainera des mises en examen de dirigeants de l'enseigne : viande en provenance du Royaume-Uni interdite d'importation, viande avariée,. Même si des charges sont abandonnées à l'issue de l'enquête après un an, la fréquentation et le chiffre d'affaires des restaurants baisse drastiquement et ceux-ci mettront plusieurs années à s'en remettre. Au total en plus de la perte de chiffre d'affaires, ce sont 700 emplois que cette enquête fait perdre à l'enseigne après treize ans de procédure conclue par un non lieu. L'enseigne envisage même de demander des dommages et intérêts à l'État.

### Groupe Buffalo Grill - Napaqaro
En 2005, Colony Capital fait l’acquisition de 83 % de la société. En 2006, une transaction de cession-bail est réalisée avec Klépierre sur 128 puis 157 restaurants. La chaîne totalise alors 291 restaurants dont 279 en France.
Alors que la chaîne dépasse les 300 restaurants, les fonds gérés par Abenex et Nixen Partners rachètent la majorité du capital du groupe avec l’équipe de management en octobre 2008. En 2012, le groupe compte 328 restaurants, dont 96 en franchise. Buffalo Grill quitte le marché belge en 2013.
En 2014, le groupe réalise un chiffre d'affaires de 522 millions d'euros.
En 2015, le groupe compte 331 restaurants sous enseigne Buffalo Grill, dont 98 en franchise.
En 2018, Abenex et Nixen Partners revendent leurs participations dans Buffalo Grill à TDR Capital (en) pour environ 400 millions d'euros,. 
Le 25 septembre 2020, le groupe rachète Courtepaille, qui a été mise en liquidation judiciaire à cause de la pandémie de Covid-19, pour 17 millions d'euros. 
En 2020, Les deux Buffalo grill au Luxembourg ferment leurs portes.
En janvier 2021, le groupe lance Bun Meat Bun, une marque de fast-food digitale, permettant d'entrer dans le secteur de la livraison à domicile,. 
Le 30 novembre 2021, le groupe Buffalo Grill annonce changer son nom et devenir « Napaqaro ». Cependant, les restaurants Buffalo Grill et Courtepaille ne changeront pas de nom.
Détenteur de la franchise Popeyes pour la France, le groupe Napaqaro ambitionne d'ouvrir 20 restaurants ou dark kitchens en 2023, et 300 à l'horizon 2030.
| Pays   | Nombre de restaurants | Réf   |
| ------ | --------------------- | ----- |
| France | 326 (janvier 2025)    | [ 2 ] |
| Suisse | 1 (en 2022)           |       |

## Identité visuelle

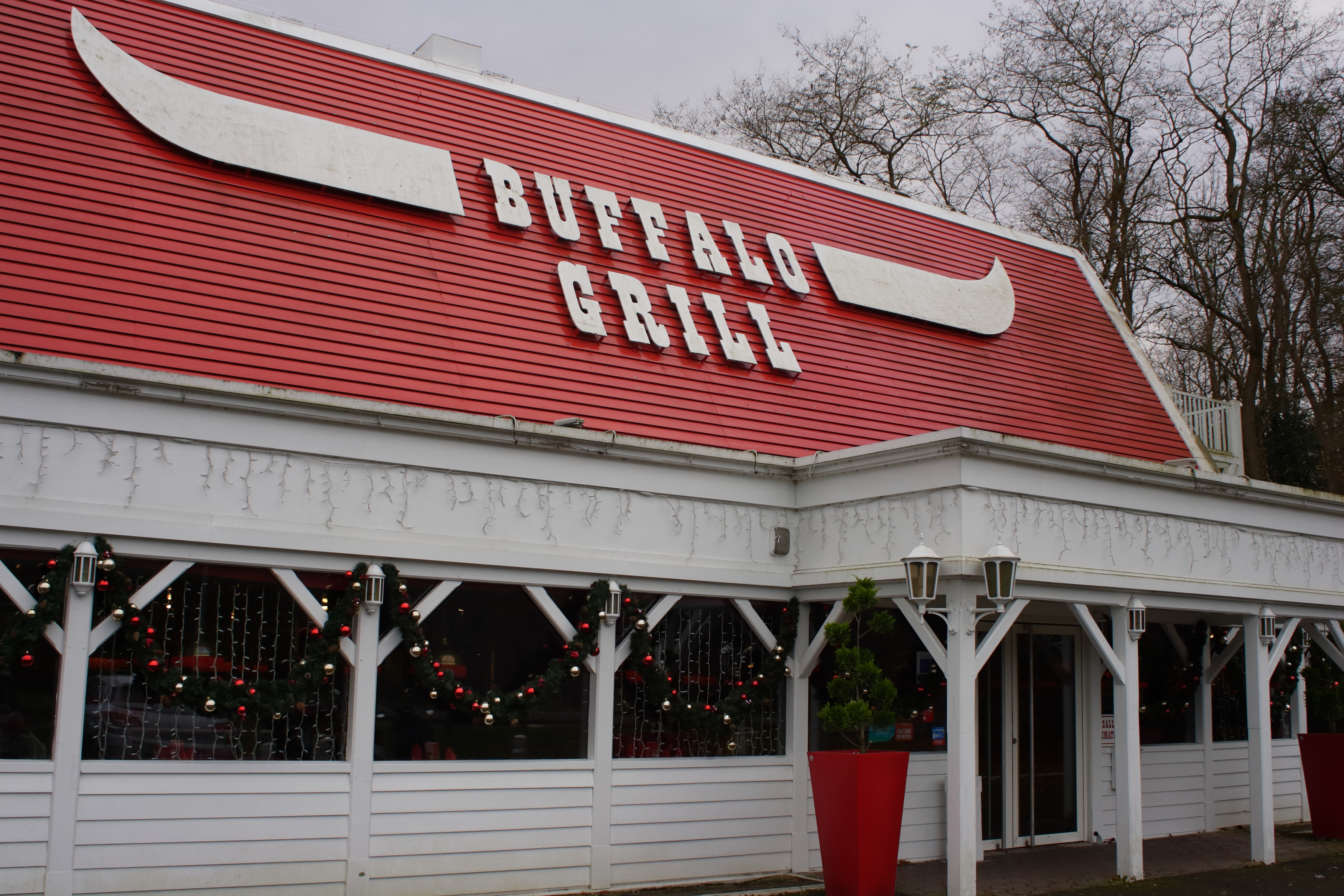
Ancien logo en négatif sur le toit

Le logo est représenté en négatif sur le toit des restaurants (blanc sur rouge).
En 2013, Buffalo Grill présente un nouveau logo en forme de tête de bison.

Évolution du logo
Logo de 1980 à 2013 qui représente des cornes de bison
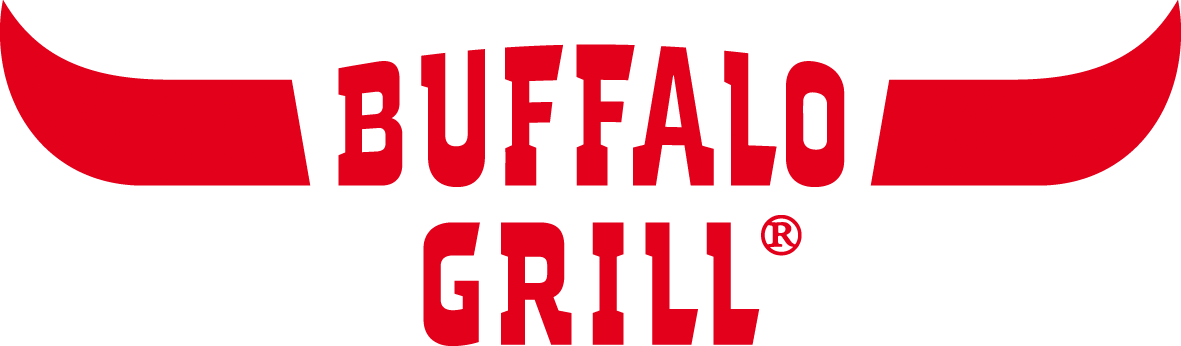
Logo depuis 2013 qui représente une tête de bison

En 2021, Marcel, agence de publicité filiale de Publicis, annonce que Buffalo Grill va se débarrasser de son imagerie et de ses décorations autour du Far-West.